# Europa de los Pueblos
Europa de los Pueblos – Los Verdes, eller enbart  Europa de los Pueblos, är en spansk valallians, som bildades inför Europaparlamentsvalet 2009. Alliansen består av elva partier, nio vänsternationalistiska och två gröna partier. Alla medlemmar ingår antingen i Europeiska fria alliansen (EFA) eller Europeiska gröna partiet (EGP). I valet 2009 vann partiet ett mandat i Europaparlamentet. Ledamoten sitter i Gruppen De gröna/Europeiska fria alliansen.